# Tropenhaus Wolhusen
Das Tropenhaus Wolhusen ist ein Gewächshaus und eine Zuchtanlage in der Schweizer Gemeinde Wolhusen (Kanton Luzern). In der ausgedehnten, öffentlich zugänglichen Anlage des Tropenhauses werden Wärme liebende Fische und Pflanzen in einem tropischen Klima gezüchtet. Die Wärme wird von der Abwärme der Verdichterstation der Transitgas AG genutzt.
Im Tropenhaus Wolhusen befindet sich die Ausstellung tropischer Pflanzen und daneben ein 5300 m² grosses Gewächshaus zur Gewinnung von exotischen Früchten wie z. B. Papaya.

## Lage
Das Tropenhaus liegt ausserhalb des Dorfes Wolhusen auf dem Hiltenberg, einer Anhöhe in der Nähe des Spitals.

## Wasser- und Energieversorgung
Das Regenwasser, welches von den Dächern der Anlagen gesammelt wird, speist die Wasserversorgung des Hauses und des Produktionsbetriebs. Die Transitgas AG in Wolhusen liefert die Abwärme der Verdichterstation dem Spital Wolhusen und dem Tropenhaus.

## Geschichte
Tropenhaus und Produktionsbetrieb entstanden 1999 zuerst als Testanlage im benachbarten Ruswil und wurde bereits dort mit der Abwärme der Erdgas-Verdichterstation gespeist. Nach 2008 wurde der Betrieb nach Wolhusen verlegt. Der Hauptaktionär der 2007 gegründeten Tropenhaus Wolhusen AG war ab 2012 Coop Schweiz. Nach der Fusion wurde die Gesellschaft (Tropenhaus Wolhusen AG) 2017 gelöscht. Der Betrieb wurde am 23. Juni 2019 eingestellt. Coop hat die Anlagen für 1 Franken abgegeben.

## Zucht

### Tropische Pflanzen
Für das Gewächshaus ist eine jährliche Produktion von 20 bis 40 Tonnen Bananen, Papaya, Mangos, Zwergbananen, Guaven, Mangostane, Ananas, Zitronengras und Kumquat vorgesehen. Zudem werden verschiedene Gewürze wie Ingwer, Chili, Vanille und Pfeffer angebaut. Die Früchte und Gewürze werden verkauft und im Restaurant direkt zu Getränken und Speisen verarbeitet.

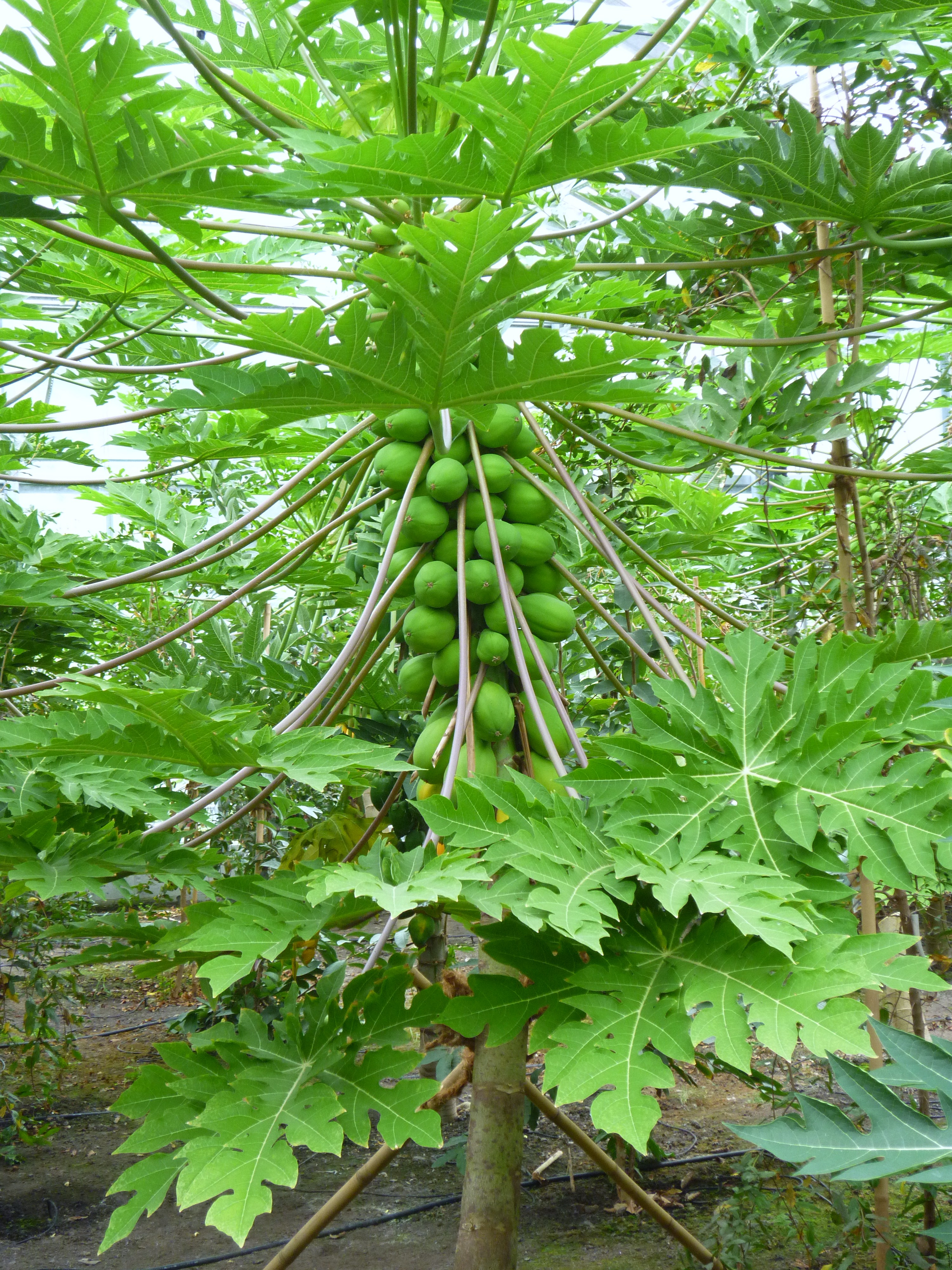
Papayas
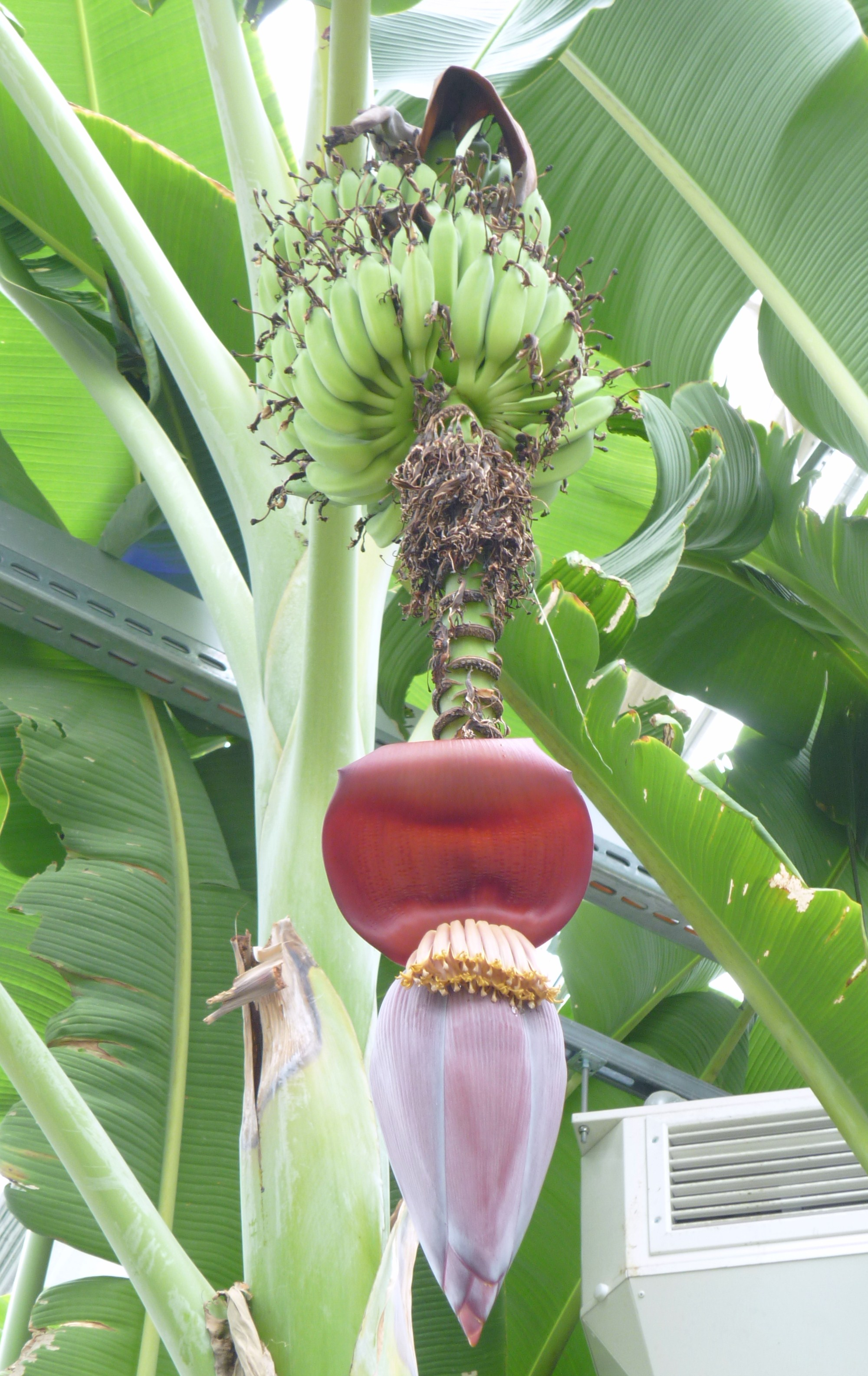
Bananen
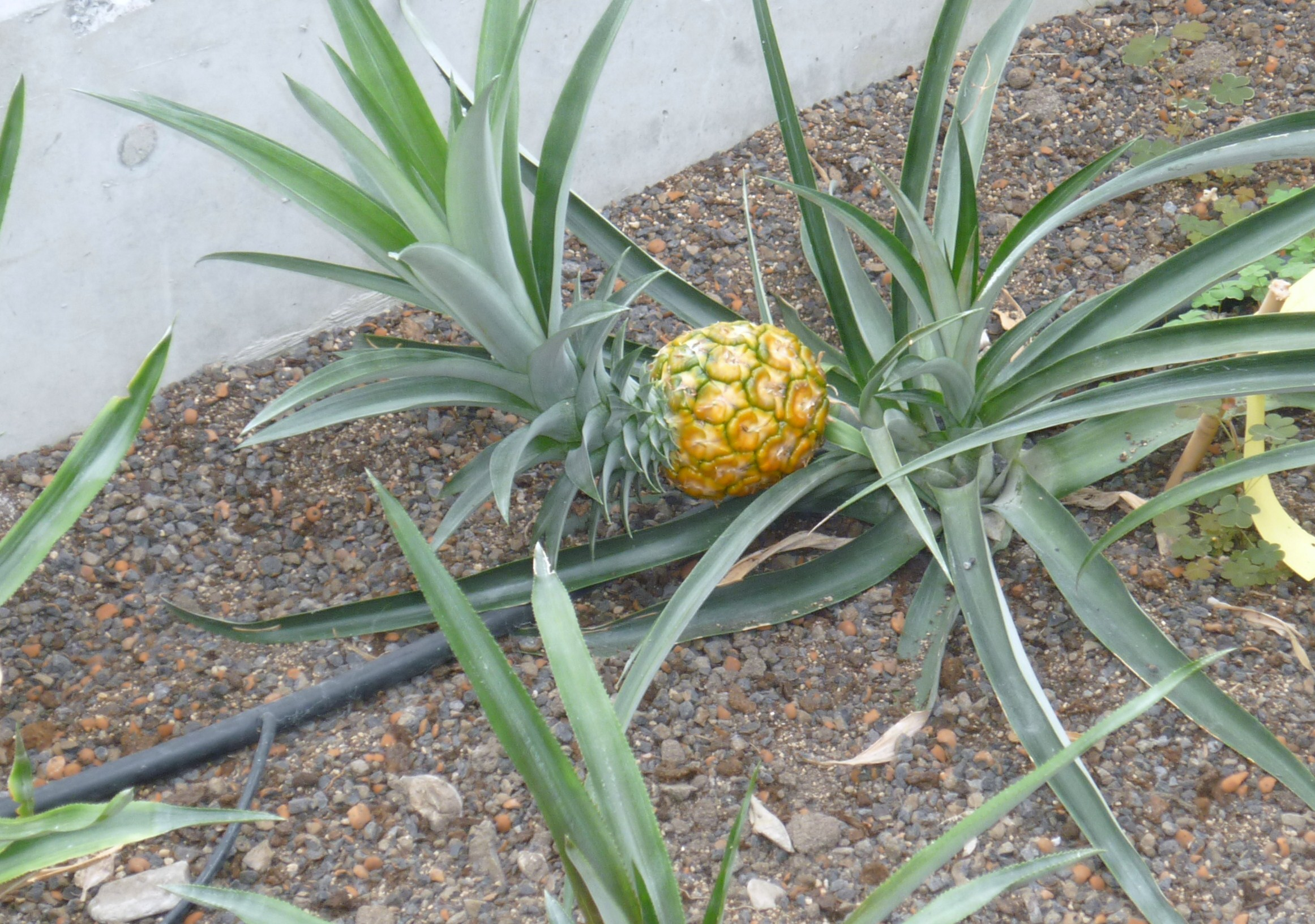
Ananas
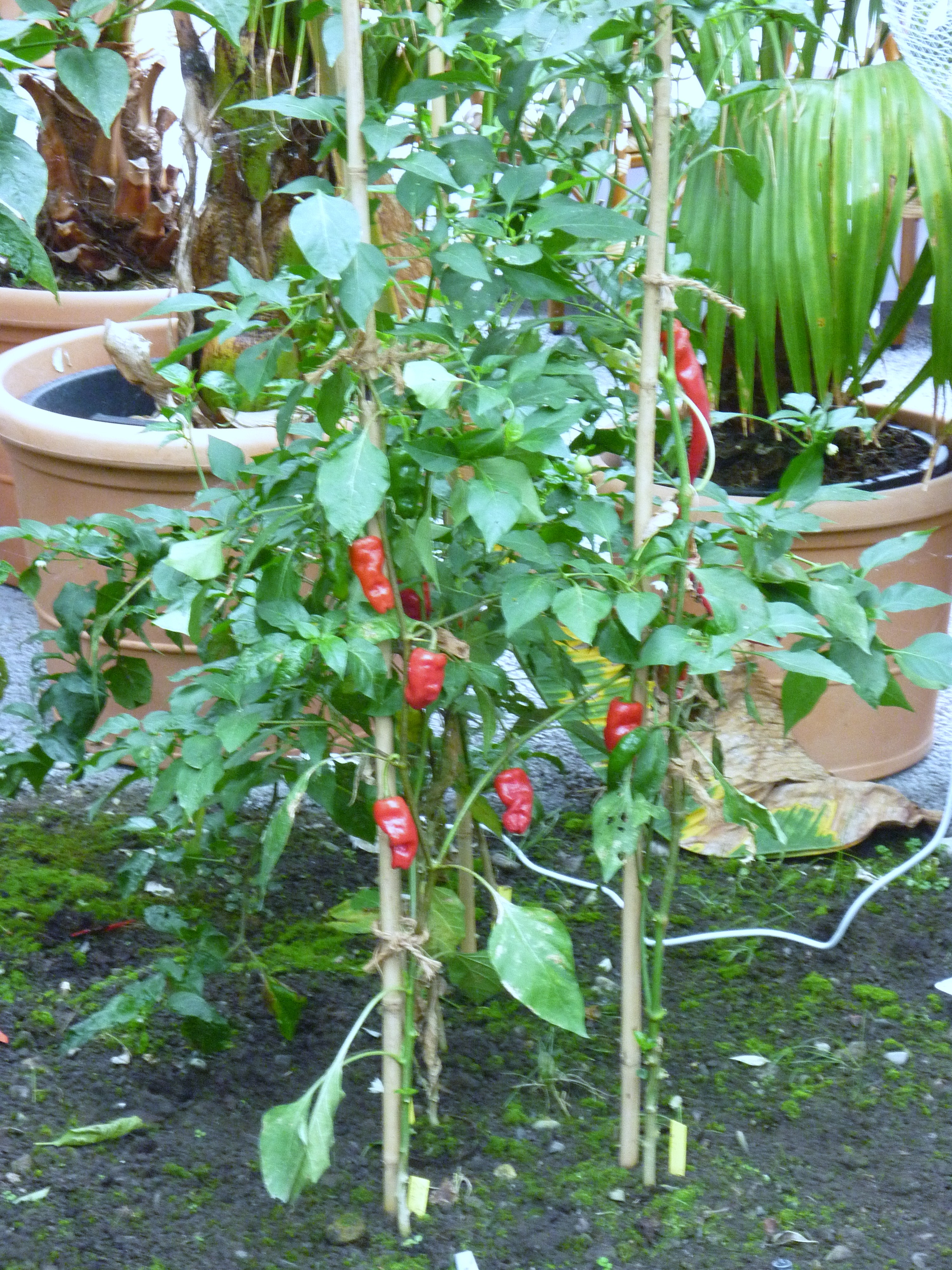
Chili

### Fischzucht
Im Tropenhaus befindet sich eine Fischzucht.